# Pariah
Pariah (el alias de Kell Mossa) es un personaje ficticio del Universo DC.

## Origen
En 1985, durante la serie limitada de 12 números Crisis en Tierras Infinitas, Pariah fue uno de los mayores científicos de su versión de la Tierra. Los experimentos poco ortodoxos de Kell para ver la creación del universo provocaron el conocimiento del Antimonitor de la existencia de la Tierra de Kell y su destrucción con olas de antimateria. Kell sobrevivió (sin que él lo supiese, gracias a la intervención del Monitor, la contraparte bondadosa del Antimonitor) y adquirió la habilidad (involuntaria) de viajar de una Tierra paralela a otra, forzado a presenciar la muerte de billones, aunque en ocasiones pudo controlar esta habilidad. Tomando el nombre de Pariah, es obligado a observar cómo cada Tierra es consumida. Pariah se culpa a sí mismo de la destrucción de su propio mundo, de la liberación del Anti-Monitor, y de la subsecuente destrucción de universo tras universo, hasta que finalmente se entera de que es inocente en esencia.
Debido a las alteraciones en su persona realizadas por el Monitor, Pariah es arrastrado contra su volundad a lugares donde acechan peligros extremos... por lo general, a la Tierra que esté siendo destruida por la antimateria en ese momento. Pariah era indestructible e inmortal en apariencia, pero relativamente incapaz en cuanto a capacidades físicas (aunque a veces pareció ser capaz de volar), y considera que el poder que posee es una maldición, puesto que lo condena a ser testigo de horrores que no puede evitar ni le ofrece la paz de la muerte.
Tanto Pariah como Harbinger, son los únicos personajes que no se les ha ubicado en alguna tierra de origen, antes de Crisis Infinita.

## Desaparición
Pariah intenta advertir a Lex Luthor de la próxima llegada de un depredador. Sin embargo, este Luthor es en realidad Alexander Luthor de Tierra-3, disfrazado como el Lex Luthor de este universo con el objetivo de crear la Sociedad Secreta de Super Villanos (Secret Society of Super Villains). En consecuencia, y en forma irónica, Pariah es aparentemente asesinado por un disparo del "depredador" al que se refería, el Luthor de Tierra-3.
No obstante, su muerte es cuestionable ya que supuestamente es inmortal y, aunque Geoff Johns (escritor de Crisis Infinita) explicó luego que su inmortalidad era válida sólo en el Multiverso original, Pariah había demostrado poseer ese poder durante la Guerra de los Dioses (War of the Gods) y en otras historias en que apareció después de Crisis.
- Datos: Q2422510